# Tirrena-Adriàtica 1993
La Tirrena-Adriàtica 1993 va ser la 28a edició de la Tirrena-Adriàtica. La cursa es va disputar en vuit etapes entre el 10 i el 17 de març de 1993, amb un recorregut final de 1.431,0 km.
El vencedor de la cursa fou l'italià Maurizio Fondriest (Lampre-Polti), que s'imposà al moldau Andrei Txmil (GB-MG Maglificio) i al també italià Stefano Della Santa (Mapei), segon i tercer respectivament.

## Etapes
| Etapa | Data       | Recorregut                             | Km    | Vencedor d'etapa         | Líder de la general      |
| ----- | ---------- | -------------------------------------- | ----- | ------------------------ | ------------------------ |
| 1a    | 10 de març | Ostia - Fiuggi                         | 189,0 | Erik Zabel (GER)         | Erik Zabel (GER)         |
| 2a    | 11 de març | Fiuggi - Isola del Liri                | 179,0 | Maurizio Fondriest (ITA) | Jesper Skibby (DEN)      |
| 3a    | 12 de març | Ferentino - Avezzano                   | 184,0 | Giovanni Fidanza (ITA)   | Jesper Skibby (DEN)      |
| 4a    | 13 de març | Avezzano - Castel di Lama              | 225,0 | Maurizio Fondriest (ITA) | Maurizio Fondriest (ITA) |
| 5a    | 14 de març | Grottamare - Porto Sant'Elpidio        | 163,0 | Endrio Leoni (ITA)       | Maurizio Fondriest (ITA) |
| 6a    | 15 de març | Recanati - Porto Recanati              | 170,0 | Uwe Raab (GER)           | Maurizio Fondriest (ITA) |
| 7a    | 16 de març | Monte Pietrangeli - Porto Sant'Elpidio | 160,0 | Rolf Soerensen (DEN)     | Maurizio Fondriest (ITA) |
| 8a    | 17 de març | S.B del Tronto - S.B del Tronto        | 161,0 | Massimo Strazzer (ITA)   | Maurizio Fondriest (ITA) |

## Classificació general
|    | Ciclista                  | Equip               | Temps       |
| -- | ------------------------- | ------------------- | ----------- |
| 1  | Maurizio Fondriest (ITA)  | Lampre-Polti        | 38h 29' 36" |
| 2  | Andrei Txmil (MDA)        | GB-MG Maglificio    | + 9"        |
| 3  | Stefano Della Santa (ITA) | Mapei               | + 10"       |
| 4  | Andrea Chiurato (ITA)     | Gatorade            | + 11"       |
| 5  | Davide Rebellin (ITA)     | GB-MG Maglificio    | + 12"       |
| 6  | Alberto Elli (ITA)        | Ariostea            | + 15"       |
| 7  | Erik Zabel (GER)          | Team Telekom        | + 16"       |
| 8  | Alberto Volpi (ITA)       | Mecair-Ballan       | + 17"       |
| 9  | Udo Bolts (GER)           | Team Telekom        | + 17"       |
| 10 | Alexander Shefer (KAZ)    | Navigare-Blue Storm | + 17"       |